# Jack Fischer
Jack David Fischer, detto 2fish (Louisville, 23 gennaio 1974), è un ex astronauta, ufficiale e aviatore statunitense.

## Biografia

### Carriera militare
Dopo essersi diplomato alla scuola superiore nel 1992, Fischer è entrato nell'Accademia Aeronautica statunitense laureandosi in ingegneria aerospaziale. Nel 1998 ha preso una laurea specialistica in aeronautica e astronautica all'Istituto Tecnologico del Massachusetts.
Dal 1998 ha lavorato come pilota nell'Aeronautica militare statunitense, svolgendo anche due missioni nel sud ovest dell'Asia dopo gli attentati dell'11 settembre 2001, come supporto nelle operazioni Enduring Freedom e Southern Watch sull'Afghanistan e l'Iraq. È stato poi selezionato per frequentare la scuola di piloti collaudatori dell'Aeronautica statunitense nella base aerea Edwards, in California, per poi diplomarsi a giugno del 2004.
Dal 2004 ha iniziato a pilotare gli aerei F-15 e a collaudare le armi come la Bomba a piccolo diametro GBU-39 con il 40º squadrone della base aerea Eglin, in Florida. Nel 2006 è ritornato nella base aerea Edwards, come membro della squadra dei piloti collaudatori del caccia da superiorità aerea, l'F-22 Raptor. Nel 2008 ha lavorato al Pentagono per il Capo di stato maggiore congiunto. Fischer riveste il grado di colonnello e il suo callsign è "2fish".

### Carriera di astronauta
Fischer è stato selezionato nel luglio del 2009 come candidato astronauta del gruppo 20 degli astronauti NASA, completando il suo addestramento di base due anni dopo. Da allora ha lavorato come CAPCOM nel Centro di controllo missione di Houston e nelle operazioni della Sojuz e della Stazione spaziale internazionale (ISS). Nel settembre del 2013 ha partecipato alla missione ESA CAVES 2013 trascorrendo una settimana nel sottosuolo della Sardegna, all'interno della grotta Su Bentu, insieme gli astronauti Paolo Nespoli, Jeremy Hansen, Satoshi Furukawa, Mike Barratt e al cosmonauta Aleksej Ovčinin.
Il 10 marzo 2015 ha iniziato ad addestrarsi sui sistemi della navicella Sojuz in vista del suo primo volo spaziale a bordo della Sojuz MS-05 come ingegnere di volo 1 in direzione della ISS. Il 6 agosto 2015 la NASA ha ufficializzato il suo assegnamento all'Expedition 52/53 insieme ai colleghi Fëdor Jurčichin e Paolo Nespoli con partenza prevista per maggio 2017.
Il 24 maggio 2018 Fischer annuncia sul suo account Twitter di essersi ritirato dalla NASA per tornare nell'Air Force e lavorare nell'Air Force Space Command.